# Kaprijke
Kaprijke är en kommun i Belgien.   Den ligger i provinsen Östflandern och regionen Flandern, i den nordvästra delen av landet, 60 km nordväst om huvudstaden Bryssel. Antalet invånare är 6 247. Arean är 34 kvadratkilometer.
Terrängen i Kaprijke är mycket platt.
Omgivningarna runt Kaprijke är en mosaik av jordbruksmark och naturlig växtlighet. Runt Kaprijke är det tätbefolkat, med 397 invånare per kvadratkilometer.